# Guy de Bourgogne
Guy de Bourgogne (zm. 20 maja 1272) – francuski duchowny katolicki.

## Życiorys
W młodości wstąpił do zakonu cystersów i w 1257 roku został wybrany dwudziestym czwartym opatem Citeaux. W 1262 papież Urban IV mianował go kardynałem prezbiterem Bazyliki św. Wawrzyńca „in Lucina”. W latach 1266–1268 był legatem papieskim w Niemczech, Skandynawii i Polsce. W czerwcu 1267 odwiedził Kraków, a w lutym 1268 przewodniczył synodowi we Wrocławiu. 
W trakcie papieskiej elekcji 1268–1271 był jednym z członków sześcioosobowej komisji elektorskiej, która dokonała wyboru papieża Grzegorza X. Zmarł najprawdopodobniej w Rzymie, choć niektóre źródła podają, jakoby zmarł w Lyonie.